# ایندیو (بازیکن فوتبال، زاده ۱۹۸۱)
آنتونیو روجریو سیلوا اولیویرا (به پرتغالی: Antônio Rogério Silva Oliveira) هافبک اهل برزیل است که در شهر Itatira، سئارا و در تاریخ ۲۱ نوامبر ۱۹۸۱ به دنیا آمده‌است.
آنتونیو روجریو سیلوا اولیویرا در تیم‌های فوتبال Uniclinic سابقهٔ حضور دارد.